# ケンジントン・アンド・チェルシー区
ケンジントン・アンド・チェルシー王室特別区（ケンジントン・アンド・チェルシーおうしつとくべつく、英: Royal Borough of Kensington and Chelsea、しばしばRBKCと略称する）は、イングランドのロンドン中心部の西寄りに位置する、王室特別区 (Royal borough) の地位を有するロンドン特別区の一つである。区の面積がロンドン自治区の中で最も小さく、人口密度はイズリントン区に次いでロンドンで2番目に高い。
ロンドンの中心部であるシティ・オブ・ウェストミンスターとは東側で隣接しており、西側ではハマースミス・アンド・フラム区、北側ではブレント区、テムズ川を挟み南側ではワンズワース区と境界を接する。通称アルバートポリスにはヴィクトリア&アルバート博物館などの大型博物館の他、劇場や大学等があるほか、ナイツブリッジにはハロッズやハーヴェイ・ニコルズなどのデパートが旗艦店を構え、ナイツブリッジとベルグレイヴィア、ケンジントン・ガーデンズの各地区周辺には多くの大使館が立ち並んでいる。ノッティング・ヒル地区で開催されるノッティング・ヒル・カーニバルは欧州最大のカーニバルである。
中心部はロンドンの高級住宅地としても知られる。一方で、イングランドで最も貧しい10％にあたる地域と最も豊かな10％にあたる地域が混在しており、貧富の差が非常に大きい地区でもある。
区の自治主体はケンジントン・アンド・チェルシー・ロンドン自治区議会で、区のモットーはラテン語でQuam Bonum in Unum Habitareであり、大まかに訳すと「仲良く暮らすことは良いことだ」である。
また、サウス・ケンジントンには在英フランス人のコミュニティがあり、界隈は「リトル・パリ」 (Little Paris) と呼ばれている。フランス政府認可の幼〜高のリセも置かれている。フランス政府の統計によると1991年以来増加基調にあり、2006年には8716人余りに跳ね上がった。ちなみに、ケンジントンから東側にあるナイツブリッジには在英フランス大使館がある立地になる。

## 歴史
1965年に1963年ロンドン政府法の規定に基づき、旧ケンジントン区と旧チェルシー区が合併して誕生した。ケンジントン区は、現存する4つの王室特別区の中の一つになり、王室特別区の地位は新しい区により引き継がれた。新しい区は当初はただ「ケンジントン」と呼ばれていたが、地元の支持により「チェルシー」も含められるようになった。

## 地区

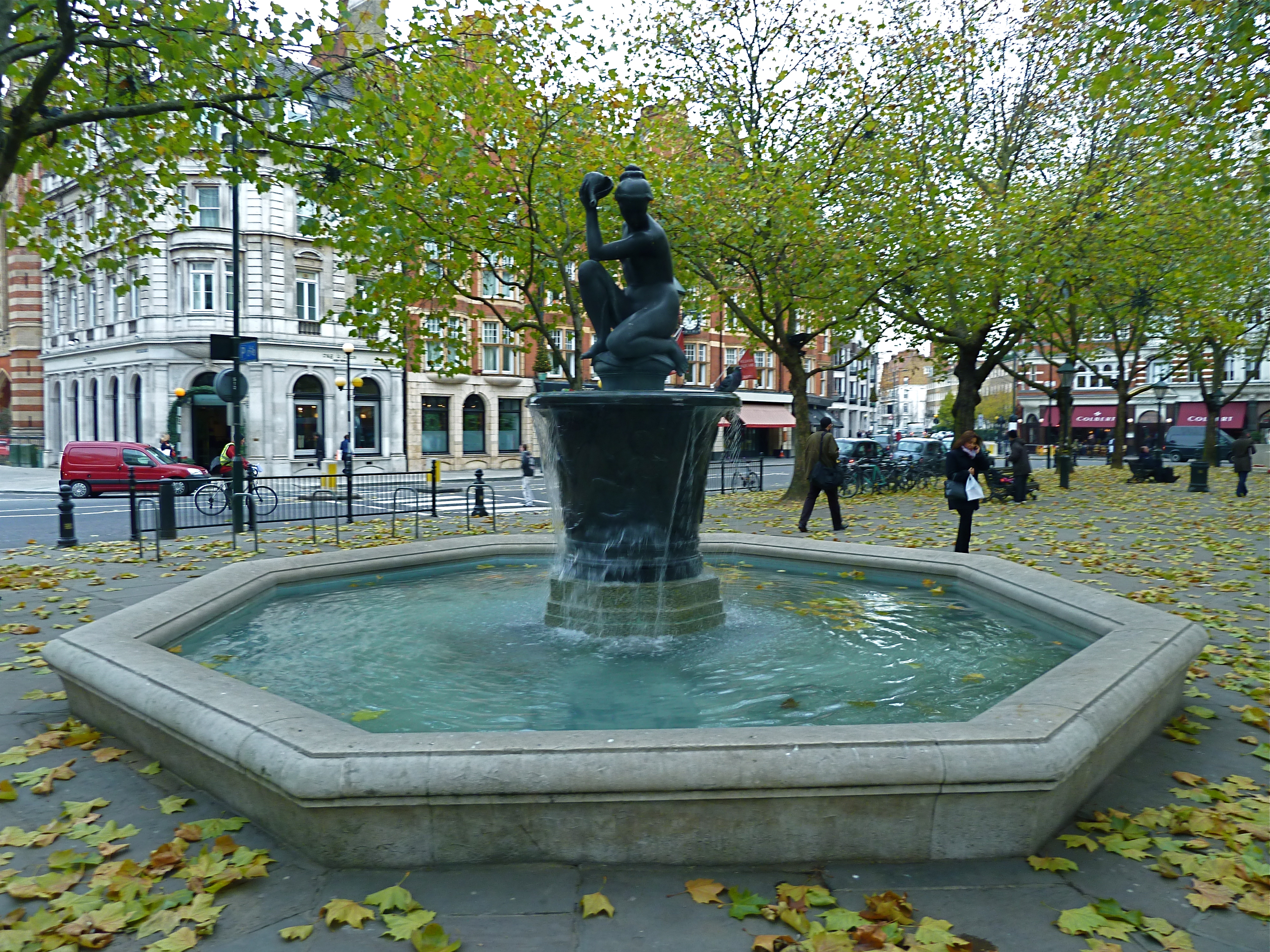
Sloane Square, Chelsea, 2013/11/29
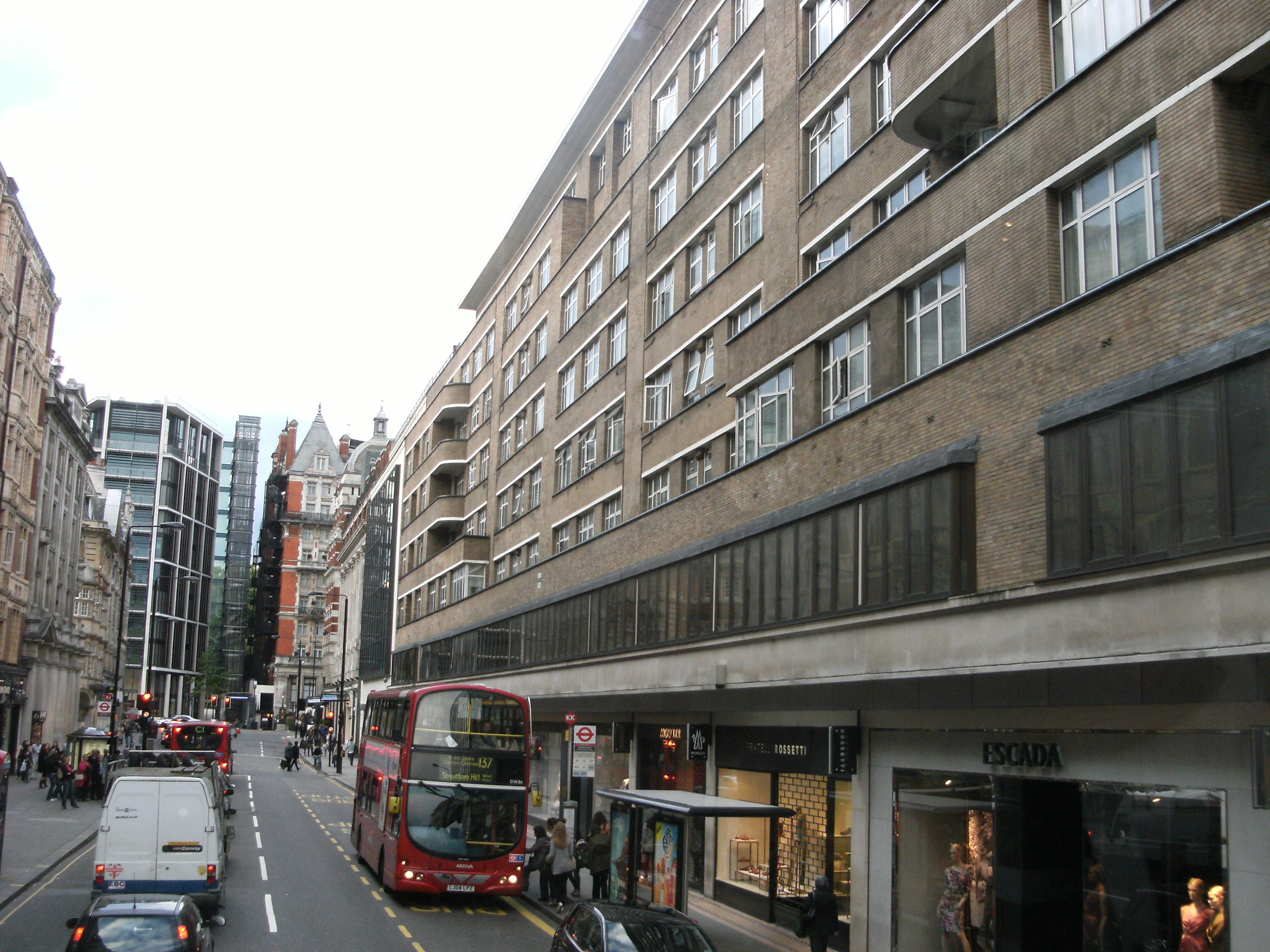
Sloane Street looking North (looking towards Knightsbridge), 2011/6/4
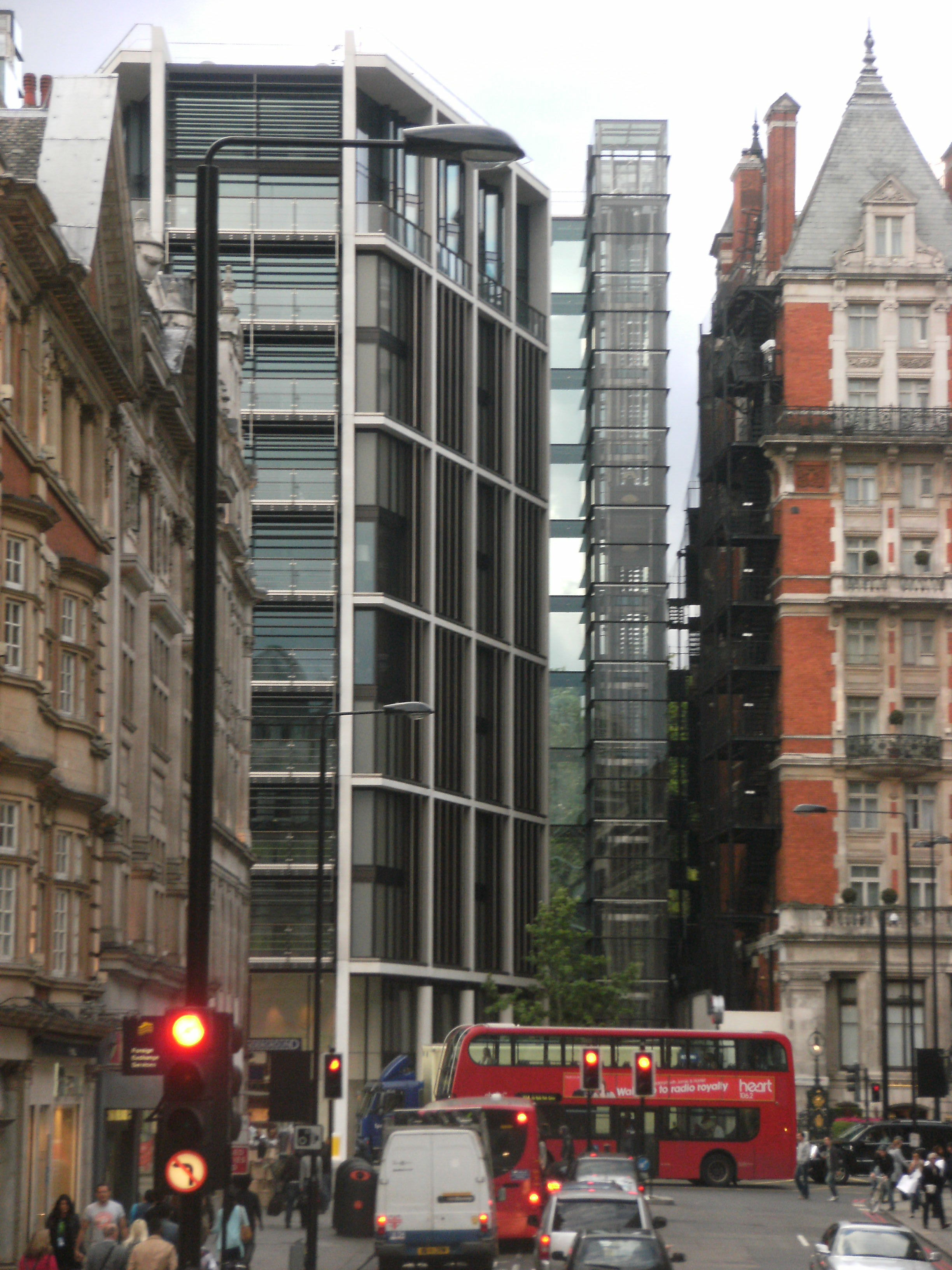
Sloane Street looking towards Knightsbridge, 2011/6/4
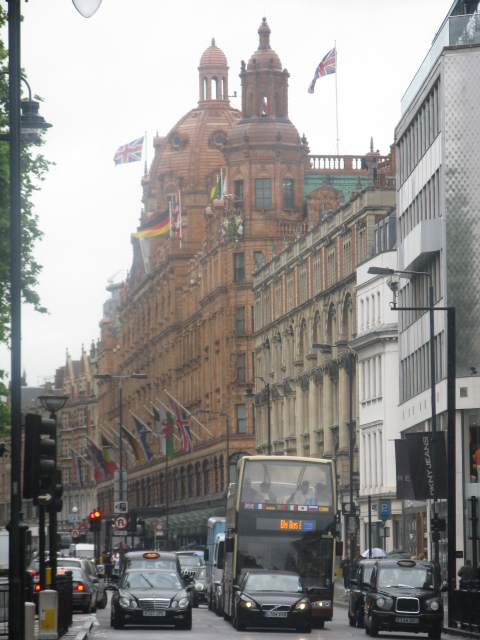
Brompton Road in the district of Knightsbridge
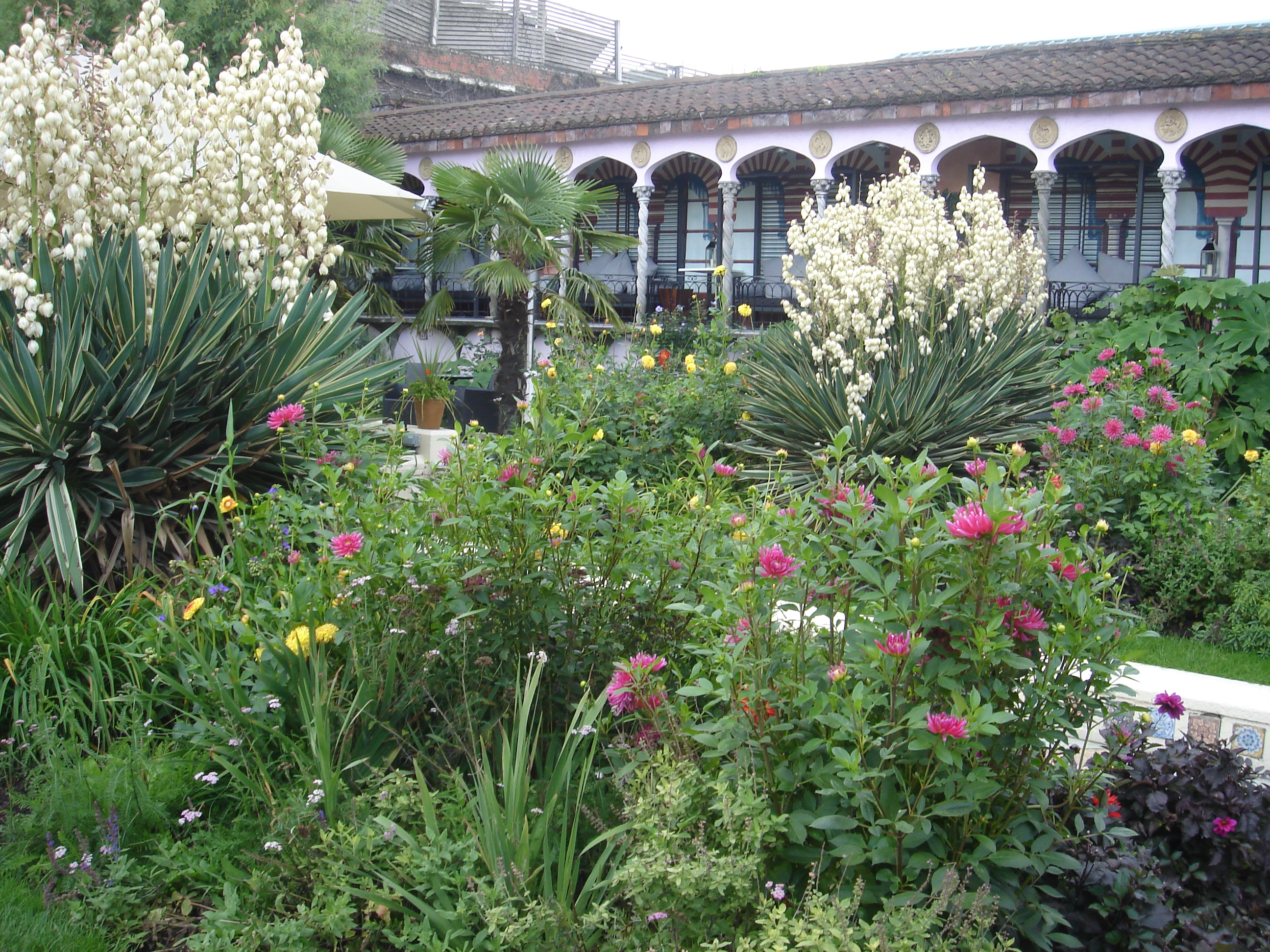
ロンドンの主要商業地区ケンジントン・ハイ・ストリート (en) 沿いのビル屋上にある Kensington Roof Gardens
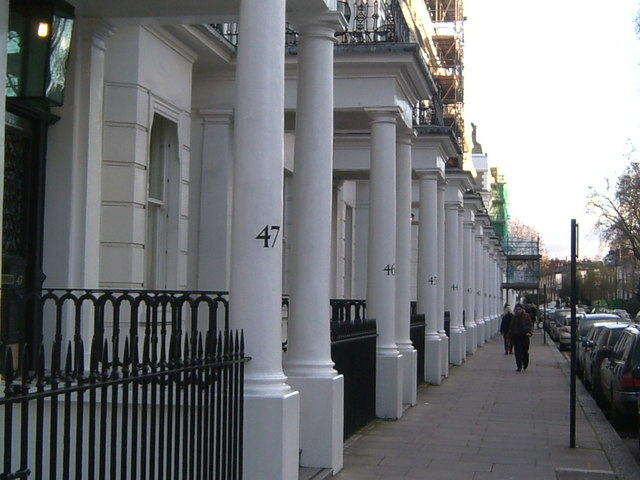
Onslow Gardens, South Kensington
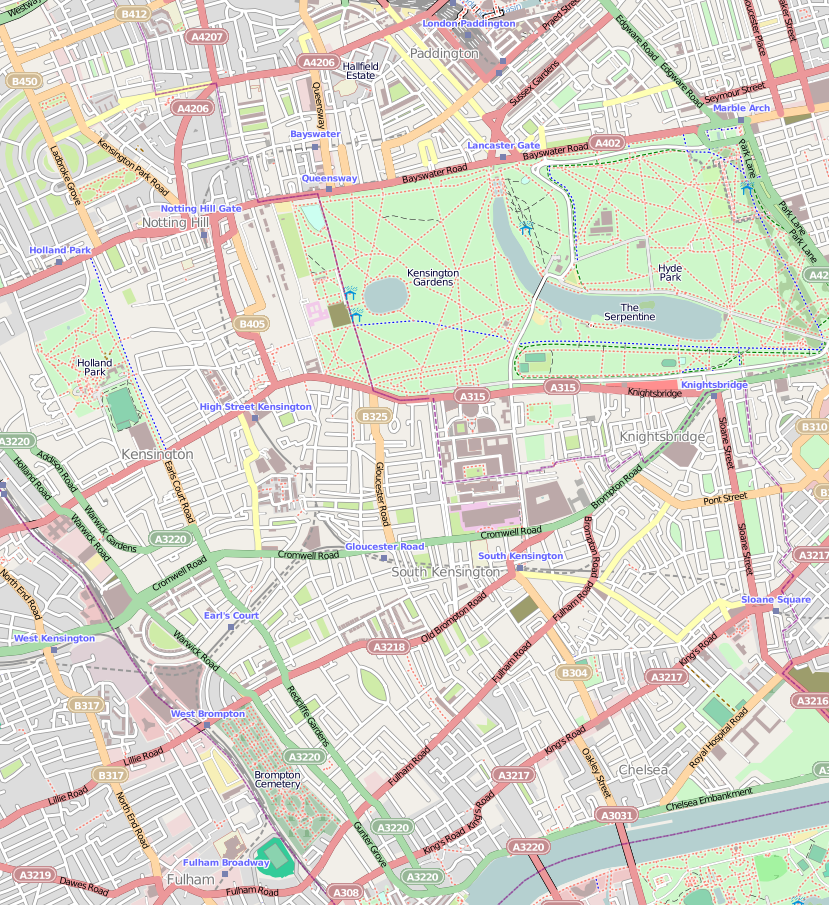
区の中央から南の界隈。紫の点線が区境。中央の緑地は西からケンジントン・ガーデンズとハイド・パーク

- ベイズウォーター（大部分はシティ・オブ・ウェストミンスター内に入る）
- ベルグレイヴィア（大部分はシティ・オブ・ウェストミンスター内に入る）
- ナイツブリッジ（一部はシティ・オブ・ウェストミンスター内に入る）
  - 東側はベルグレイヴィア、西側はサウス・ケンジントンと最高級住宅街に囲まれた地区。高級ブランド店が軒を並べるスローン・ストリートがスローン・スクウェアやチェルシー界隈まで南北に走る。
- チェルシー
  - 高級住宅街。ナイツブリッジやケンジントン地区の南側、ウェストミンスター区内のロンドン・ヴィクトリア駅から西側界隈の地区。60年代の「スウィンギング・シックスティーズ」（Swinging Sixties）のカウンターカルチャーの時代にはマリー・クヮントや、70年代以降のパンク風のサイケなヴィヴィアン・ウェストウッドらがブティックを開店したキングズ・ロードが東西に走る。
- チェルシー・ハーバー（Chelsea Harbour、大部分はハマースミス・アンド・フラム区内に入る）
  - 1986年から複合用途開発地域に指定され、テムズ沿いにマリーナなどが建設された。
- アールズ・コート
  - 東側はチェルシー、西側は隣区ハマースミス地区になる。
- ホランド・パーク（Holland Park）
  - エリアの中心にあるホランド・パーク（公園）内には、かつてホランド・ハウスが建っていた。現在、公園内に18世紀前半の自由主義者で親仏のヘンリー・ヴァサル＝フォックス (第3代ホランド男爵) の銅像がある。公園を中心としたエリアとしてのホランド・パーク自体は、明確な境界が無い付近一帯の名称である。
- ケンサル・グリーン（Kensal Green、一部はブレント区内に入る）
- ケンサル・タウン（Kensal Town、一部はシティ・オブ・ウェストミンスター内に入る）
- ノース・ケンジントン（North Kensington）
  - ノッティング・ヒルの北側界隈にある、ケンサル・タウンやラドブローク・グローヴを含めてケンサル・グリーンの南側に位置する一帯の総称。
- ラドブローク・グローヴ（Ladbroke Grove）
  - ノッティング・ヒル、ノース・ケンジントン、ケンサル・グリーン界隈を走る大通り、及びその一帯の総称。
- ノッティング・ヒル
  - ハイド・パーク及びケンジントン・ガーデンズの北西界隈、ケンジントン地区の北側界隈に位置する。
- ケンジントン
  - 旧ケンジントン区にあるノッティング・ヒルからホランド・パーク、アールズ・コート、サウス・ケンジントン、ブロンプトン地区一帯を指す総称である。
- サウス・ケンジントン（South Kensington、北部はシティ・オブ・ウェストミンスター内に入る）
  - 高級住宅街を形成する地区。界隈は「リトル・パリ」 (Little Paris) と呼ばれフランス人の居住者が多い[3]。シティ・オブ・ウェストミンスターとかぶる同地区東部側にヴィクトリア&アルバート博物館、ロンドン自然史博物館、ロイヤル・アルバート・ホール、インペリアル・カレッジ・ロンドン、王立音楽アカデミーなど博物館や劇場、大学等が林立している。この界隈は通称アルバートポリス (Albertopolis) と呼ばれ、北側のウェストミンスター区と南側のケンジントン&チェルシー区との間を、東西に走るインペリアル・カレッジ・ロード (en) が両区の境界線になる。
- ウェスト・ケンジントン（West Kensington、大部分はハマースミス・アンド・フラム区内に入る）
  - ケンジントン界隈西側と、西側隣区の北はハマースミスやバロンズ・コートから南はフラム界隈までかぶる一帯の総称。
- ブロンプトン（Brompton）
  - ブロンプトン墓地界隈の下位行政地区 (ward) の名称。
- ウェスト・ブロンプトン（West Brompton）
- ワールズ・エンド（World's End）
  - 19世紀ヴィクトリア朝時代はテムズ河畔のスラム街だったが、1960年代から70年代にかけて赤を基調とした高層の公営住宅群が建設されたチェルシー界隈の地区。

## 名所・旧跡・主要施設など

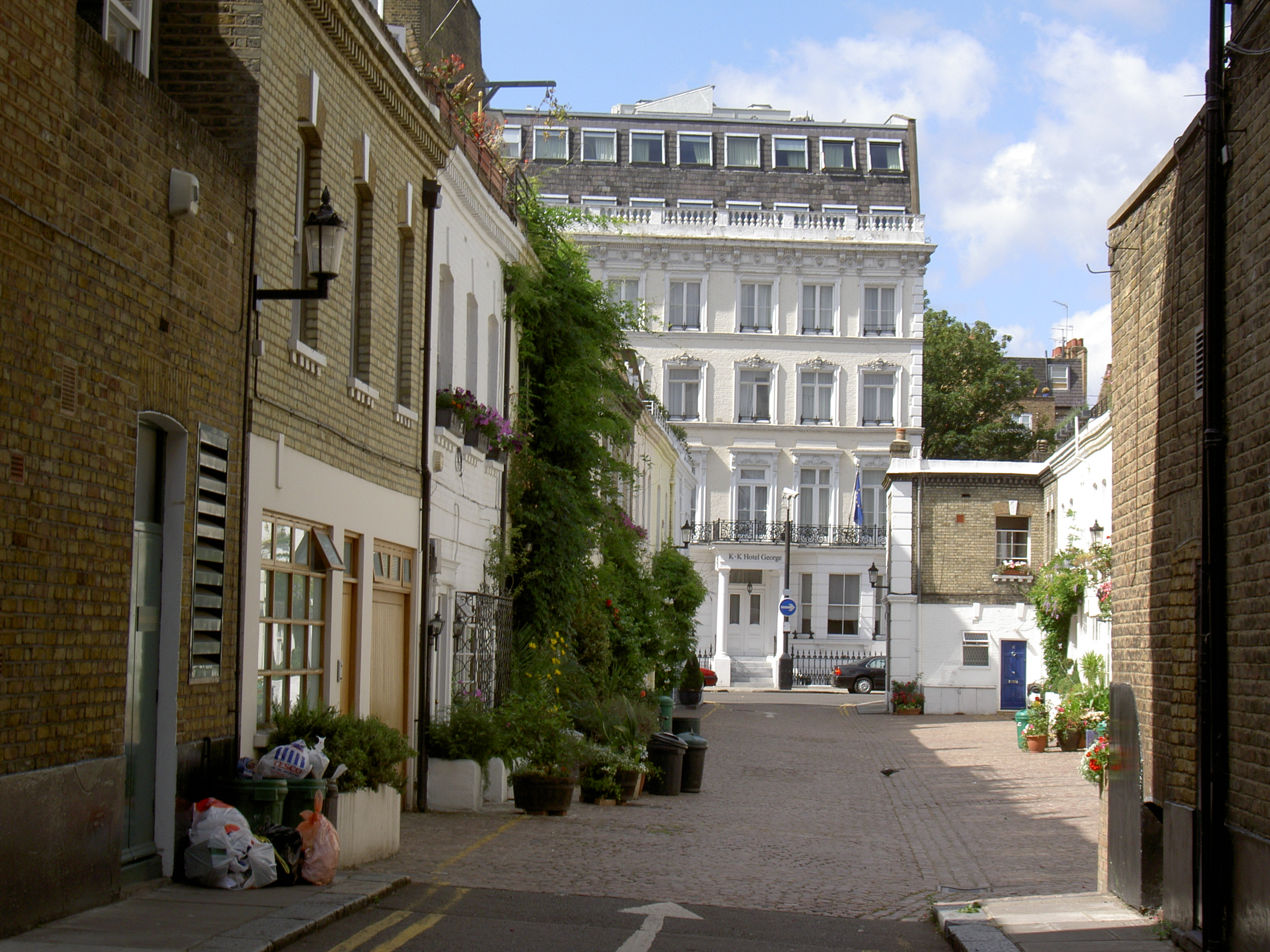
ケンジントン&チェルシー区内の典型的な通りであるミュース（アールズ・コート地区にある、車に取って代わられる20世紀前半まで馬車などの厩として用いられた中庭路地スピア・ミュース〈Spear Mews〉）。

- ナイツブリッジの高級百貨店ハロッズとハーヴェイ・ニコルズ
- ナイツブリッジのスローン・ストリート - スローン・スクウェア
- インペリアル・カレッジ・ロンドン (一部)
- ケンジントン宮殿 - ウェールズ公ウィリアム王子とキャサリン妃夫妻、マイケル・オブ・ケント王子とマリー＝クリスティーヌ妃夫妻らが居住。ケンジントン・ガーデンズ（ハイド・パークの西隣）にある。
- チェルシーのキングズ・ロード
- オリンピア (ロンドン) (一部)
- サーチ・ギャラリー
- ロンドン自然史博物館
- サイエンス・ミュージアム
- ヴィクトリア&アルバート博物館

## 公共交通
ロンドン地下鉄
区内にはロンドン地下鉄の全12路線のうち計6路線が通っており、地下鉄駅が12駅ある:

| - ベーカールー線 - セントラル線 - サークル線 - ディストリクト線 - ハマースミス&シティー線 - ピカデリー線 | - アールズ・コート駅 - グロスター・ロード駅 - ハイ・ストリート・ケンジントン駅 - ホランド・パーク駅 - ケンジントン・オリンピア駅 - ナイツブリッジ駅 - ラッドブローク・グローヴ駅 - ラティマー・ロード駅 - ノッティング・ヒル・ゲート駅 - スローン・スクエア駅 - サウス・ケンジントン駅 - ウェスト・ブロンプトン駅 |

## 人口統計
2011年の国勢調査によると、区の人口は158,649人で、そのうち71%が白人、10%がアジア系人、5%が多様な民族グループ、3.4%がアフリカ系黒人、2%がカリブ系黒人だった。上述のようにフランス人の人口が多いことから、ケンジントン・アンド・チェルシー区はパリの21区という、非公認の称号を長い間保持している。
2004年10月時点で英国国家統計局より発表された統計によると、女性の平均寿命は2001年から2003年の間で84.8歳で、イギリス全国で最も高かった。男性の同時期の平均寿命は79.8歳で、イギリス全国で3番目に高かった。1991年から1993年の時期には、男性が73.0歳（全国順位にして301位）、女性が80.0歳（全国順位129位）と、著しく低かった。
2006年12月、スポーツ・イングランドはケンジントン・アンド・チェルシー区の住民がスポーツと他のフィットネス活動において、イングランドで4番目に活発だという調査を発表した。この調査によれば、区人口の27.9%が少なくとも週に3回は30分の運動をしている。

## 宗教
ケンジントン&チェルシー区には以下のキリスト教会がある:
- ブロンプトン小礼拝堂 - ローマ・カトリック
- チェルシー旧教会 - イングランド国教会
- 聖トリニティ・ブロンプトン - イングランド国教会
- 聖コルンバ教会 - スコットランド国教会
- 聖ルカ教会 - イングランド国教会
- 聖マリア大修道院 - イングランド国教会
- 聖ソフィア大聖堂 - ギリシャ正教

## 経済
ベルグレイヴィアからナイツブリッジを中心にケンジントン界隈にかけて、ルイ・ヴィトン、シャネル、エルメス、カルティエ、グッチなど世界的ハイブランドが集中している。
イギリスで最も古いタブロイド紙デイリー・メールグループ (Daily Mail and General Trust) が、ケンジントン デリー・ストリート (2 Derry Street) のNorthcliffe House内にある。元々は100年来、シティの国内新聞の代名詞"フリート・ストリート (Fleet Street)"界隈にあったが、1988年現在地に移転。
Daily Mail and General Trustの中間持株会社・DMG Mediaの子会社各紙各媒体には、i、inews.co.uk、デイリー・メール (Daily Mail)、Mail on Sunday、Evening Standard、フリーペーパーのメトロ (Metro)、Metro.co.uk などがあり、また子会社ではない独立系のインデペンデント (The Independent) も含め、それぞれ同Northcliffe Houseに入居している。

## 教育
初等学校・中等学校・特別支援学校

## 対外関係

### 姉妹都市･提携都市
- カンヌ（フランス共和国 プロヴァンス･アルプ･コートダジュール地方 アルプ･マリティーム県）
- 本宮市（日本国 福島県）[8]

## 関係者

### 出身者
- ウィリアム・ハミルトン（画家） - 「連行されるマリー・アントワネット」の画で知られる。チェルシー生まれ。
- ヴァージニア・ウルフ（作家） - サウス・ケンジントン生まれ。
- ハロルド・マクミラン（政治家・元首相、ストックトン伯爵） - チェルシー区側ベルグレイヴィアのカドガン・プレイス (52 Cadogan Place) で生まれ育った。
- カミラ王妃 - サザーク区のキングス・カレッジ・ロンドン病院 (en) に出生し、育ちはイングランド南東部イースト・サセックス州のルイス、次いでサウス・ケンジントン (South Kensington)。
- スザンナ・ヨーク（女優） - チェルシー生まれ。チェルシーの癌病院王立マースデン病院（Royal Marsden Hospital）で死去

### 居住その他ゆかりある人物
- チャールズ・ハチェット（化学者） - 隣接ウェストミンスターのロング・エーカー (Long Acre) 生まれ。チェルシーで死去。
- ウィリアム・ウィルバーフォース（政治家、博愛主義者・奴隷制廃止主義者） - チェルシー区側ベルグレイヴィアのカドガン・プレイス (44 Cadogan Place) に亡くなる1833年までの2年間居住。
- ジョージ・エリオット（ヴィクトリア朝期の女性作家、旅行家） - 1880年に死去するまでの3週間をチェイニー・ウォーク4番地 (4 Cheyne Walk) 居住[9]。このチェイニー・ウォーク4番地は、2015年にマイケル・ブルームバーグ（元米ニューヨーク市長）が購入した[10]
- バートランド・ラッセル（哲学者・論理学者・ノーベル文学賞） - 1902年からチェルシーのチェイニー・ウォーク (14 Cheyne Walk) に居住[11]。ちなみに、チェイニー・ウォーク界隈のその他の居住者には、ウィリアム・ヘンリー・スミス（19世紀の海軍提督、天文・水路学者）、ジョン・バリモア（米俳優）、アーサー・サリヴァン（作曲家、代表作にミカド (オペレッタ)等）など様々いる。現代では、エリザベス・テイラー（女優）が1982年のブロードウェイ演劇のウェスト・エンド公演の際に居住した（en:Cheyne Walk#Notable residents参照）。
- ジョン・ゴールズワージー（作家・ノーベル文学賞） - 1905–13年の間、アディソン・ロード (14 Addison Road) に居住[12]。
- ハイム・ヴァイツマン（イスラエル初代大統領） - 1916–19年の間、アディソン・ロード (67 Addison Road) に居住。
- デビッド・ロイド・ジョージ（政治家・首相、ドワイフォーのロイド＝ジョージ伯爵） - 1928–36年の間、アディソン・ロード (2 Addison Road) に居住[13]。また、チェルシーのチェイニー・ウォーク (10 Cheyne Walk)にも居住[14]。
- ウィンストン・チャーチル（政治家・首相） - スペンサー＝チャーチル家の本流7代マールバラ公爵3男が父親。隣区ピムリコのエクﾙストン・スクウェア (33 Eccleston Square) 及び、モーペト・テラス (Morpeth Terrace) に居住。ブルー・プラークが掲示されている。公職に無かった1930年代はケント州「チャートウェル」、1965年１月24日に亡くなった地はサウス・ケンジントンのモンマス・ハウス（Monmouth House, 28 Hyde Park Gate, South Kensington）。ブルー・プラークが掲示されている。
- カルースト・グルベンキアン（石油商人、ミスター5%） - ケンジントンに両親を偲んで建立した聖サルキス教会 (en) に埋葬されている。
- T・S・エリオット（詩人、文芸批評家、ノーベル文学賞） - 隣区ウェストミンスター区メリルボーン Glentworth Street の Clarence Gate Gardens [15]や、チェルシー地区チェイニー・ウォークのカーライル・マンションズ (Carlyle Mansions) などに居住。1957-1965年に亡くなるまでの間、サウス・ケンジントンの 3 Kensington Court Gardensに居住し、ブルー・プラークが掲げられている。ちなみに、カーライル・マンションズには、サマセット・モーム（作家）、ライオネル・デヴィッドスン（作家）なども居住した（en:Carlyle Mansions#Notable residents参照）。
- アガサ・クリスティ（推理作家） - 生まれてから結婚するまでイングランド南西部のトーキー（Ashfield, Torquay）居住。1914 - 28年の期間、アーチー・クリスティ（en）と最初の結婚。第一次世界大戦が終結する1918年秋以降、軍隊にいた夫のロンドンへの配置に伴い短期間隣接ウェストミンスター区セント・ジョンズ・ウッド（St John's Wood）のフラットを借りて居住[16]。最初の夫に離婚されて1930年の再婚以降は、最初にアールズ・コートないしチェルシー界隈のクレスウェル・プレイス (22 Cresswell Place)、次にホランド・パークのシェフィールド・テラス (58 Sheffield Terrace) などに時々、断続的に居住。両建物にブルー・プラークが掲げられている。1934年にはオックスフォードシャーのウィンターブルック（Winterbrook）にも家を購入し、1976年に亡くなるまでそこを夫婦の生活や執筆のメインにした。ちなみに、クレスウェル・プレイスのあるアールズ・コート界隈居住者でブルー・プラークが掲示されている著名人には、エドムンド・アレンビー（陸軍元帥）、ハワード・カーター（考古学者、ツタンカーメン墓発見者）、アルフレッド・ヒッチコック（映画監督）など様々いる（en:Earl's Court#Notable people 参照）。
- ガーボル・デーネシュ（ハンガリー系のイギリスの電気工学者、物理学者、ノーベル物理学賞） - サウス・ケンジントンのクイーンズ・ゲート (79 Queen's Gate) に居住。
- イアン・フレミング（作家・007シリーズ） - ウェストミンスター区のメイフェア生まれ。チェイニー・ウォークのカーライル・マンションズ (Carlyle Mansions) や同チェイニー・ウォーク122番地 (122 Cheyne Walk) などに居住。
- ジュディー・ガーランド（女優） - チェルシー区側ベルグレイヴィアのカドガン・レーン (4 Cadogan Lane) に居住し死去[17]。
- ヴィヴィアン・リー（女優） - チェルシー区側ベルグレイヴィアのイートン・スクウェア (54 Eaton Square) に居住し死去[17]。
- イングリッド・バーグマン（女優） - チェルシーのチェイニー・ガーデンズ (9 Cheyne Gardens) に居住し死去[17]。
- ジミー・ヘンドリックス（ミュージシャン） - ノッティング・ヒルのランズダウン・クレセント (22 Lansdowne Crescent) に居住し死去[17]。
- フレディ・マーキュリー（ミュージシャン） - アールズ・コート界隈ローガン・プレイス (1 Logan Place) の一軒家ガーデン・ロッジ (Garden Lodge) を1980年に購入し、1991年に亡くなるまで居住し死去[17]。
- ミック・ジャガー、マリアンヌ・フェイスフル夫妻 - 1968年からチェルシーのチェイニー・ウォーク (48 Cheyne Walk) に居住[18]。
- アルバート・フィニー（俳優、「オリエント急行殺人事件 (1974年の映画)」のエルキュール・ポワロ役など） - チェルシーの癌病院 王立マースデン病院 (en) で死去[19][20]。
- エルナ・ロウ（英語版）（1909–2002、ウィーン出身のユダヤ系オーストリア人女性実業家） - 戦後にかけてスイスへのスキー旅行など現代のパッケージツアーの先駆けをなす。サウス・ケンジントンにあるスクウェアのリース・ミュース (Reece Mews) に居住。
- ゴードン・ラムゼイ（料理人） - ミシュラン三つ星シェフの一人で、チェルシー等に店舗を構える。